# Adán

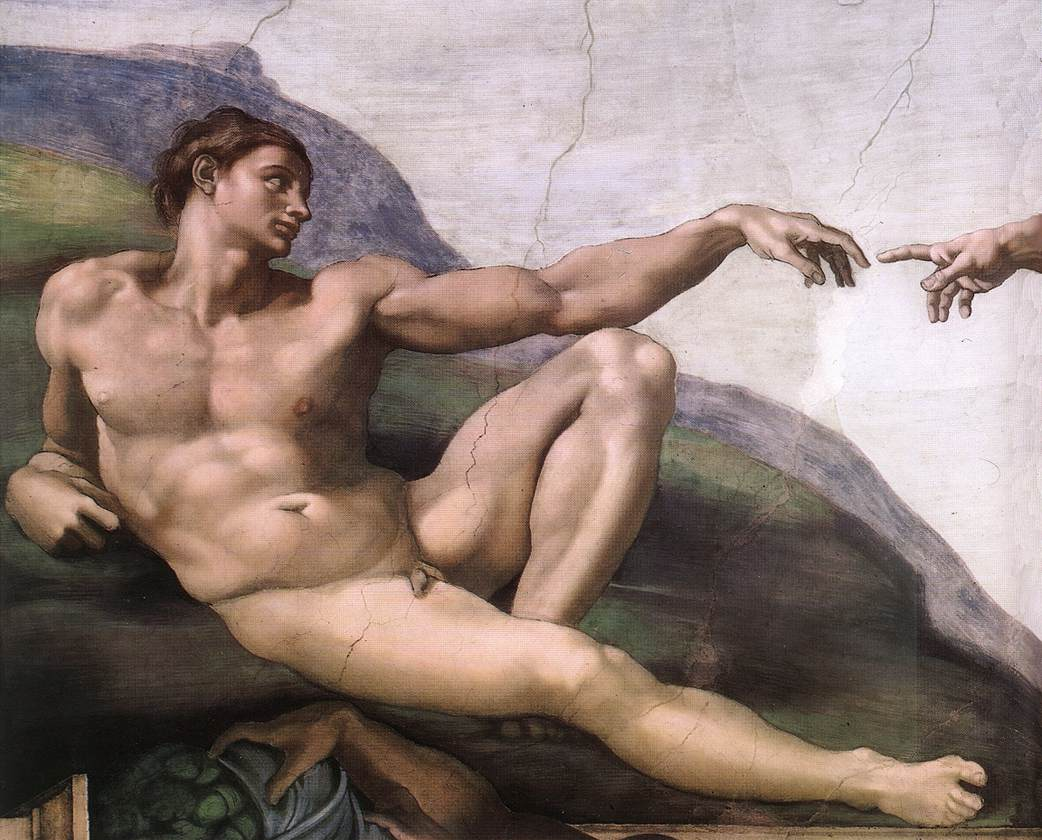
La creación de Adán por Miguel Ángel.

Según la antropogonía de las religiones abrahámicas, Adán es el primer hombre, marido de Eva y padre de, al menos, Caín, Abel y Seth. 
Génesis 1 narra la creación del mundo y sus criaturas por parte de Dios (Elohim), incluido Adam, que significa humanidad, el texto reza; Y creó Dios al hombre (Adam) a su imagen, a imagen de Dios lo creó; varón y hembra los creó.
En Génesis 2, Dios (Yahveh) forma amaste", esta vez un solo individuo, del "polvo de la tierra", lo coloca en el Jardín del Edén y forma una mujer con una costilla de Adán (o a partir del costado de él, según la traducción que se aplique a la palabra original hebrea "צֵלָע" (tsela)) mientras este dormía.
En Génesis 3, Adán y la mujer comen el fruto del árbol del conocimiento y Dios condena a Adán a trabajar en la tierra para obtener su alimento y a la mujer la condena con multiplicar los dolores de parto, luego Adán llama a la mujer Eva.
Génesis 4 trata del nacimiento de los hijos de Adán, y Génesis 5 enumera su descendencia desde Set hasta Noé.
La narración de la creación del Génesis fue adoptado tanto por el cristianismo como por el islam, y el nombre de Adán aparece en consecuencia en la Biblia y en el Corán. También aparece en posteriores elaboraciones folclóricas y místicas del judaísmo, el cristianismo y las religiones gnósticas.

## Composición de la narración de Adán

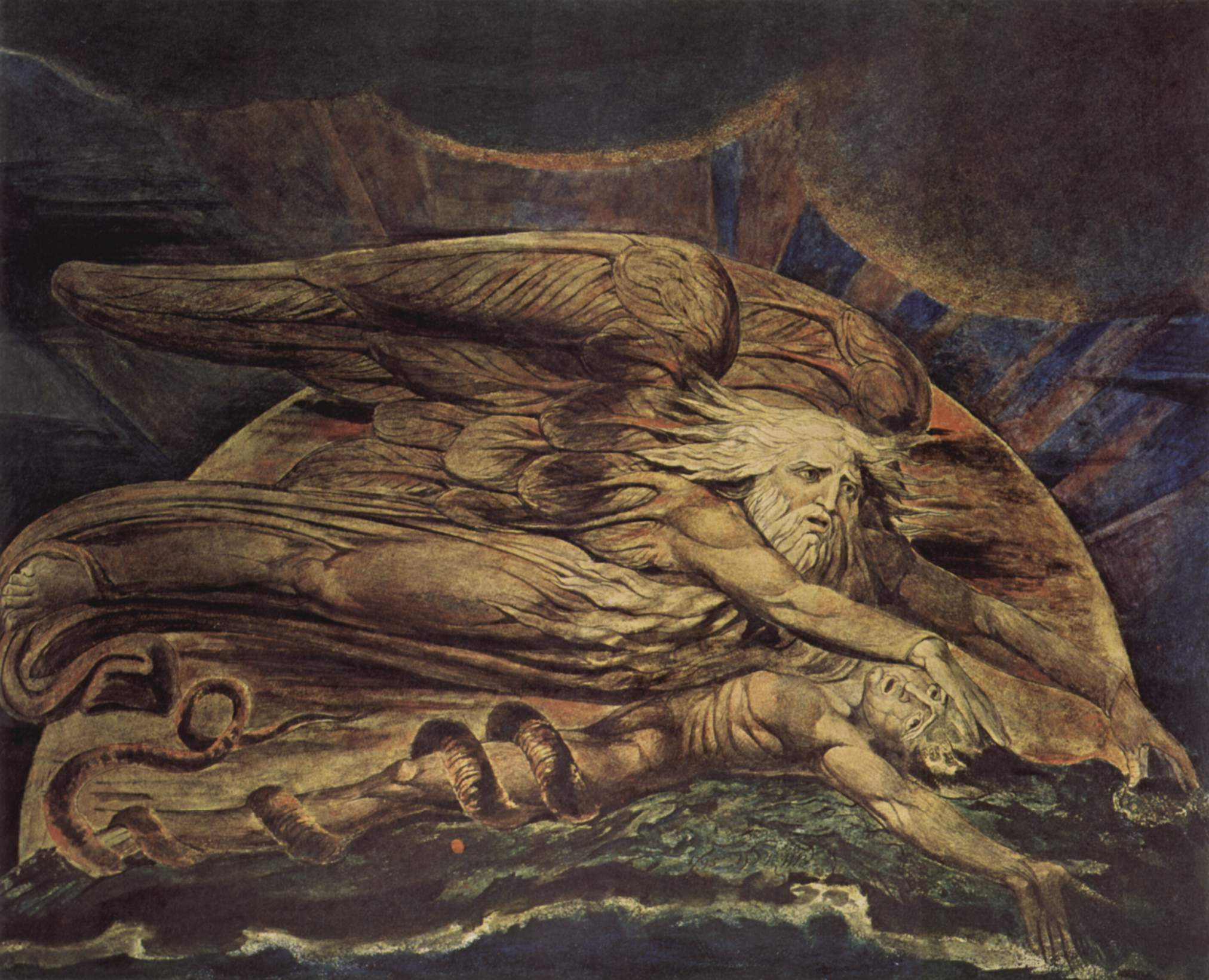
Y Elohim creó a Adán, William Blake

En toda la Biblia hebrea, Adán sólo aparece en los capítulos 1-5 del Libro del Génesis, con la excepción de una mención al principio de los Libros de las Crónicas donde, como en el Génesis, encabeza la lista de los antepasados de Israel. La opinión mayoritaria entre los eruditos es que el texto final del Génesis data del período persa (siglo V a. C.), pero la ausencia de todos los demás personajes e incidentes mencionados en capítulos 1-11 del Génesis en el resto de la Biblia hebrea ha llevado a una minoría considerable a la conclusión de que estos capítulos fueron compuestos mucho más tarde que los que siguen, posiblemente en el siglo III a. C.. 

## En la Biblia

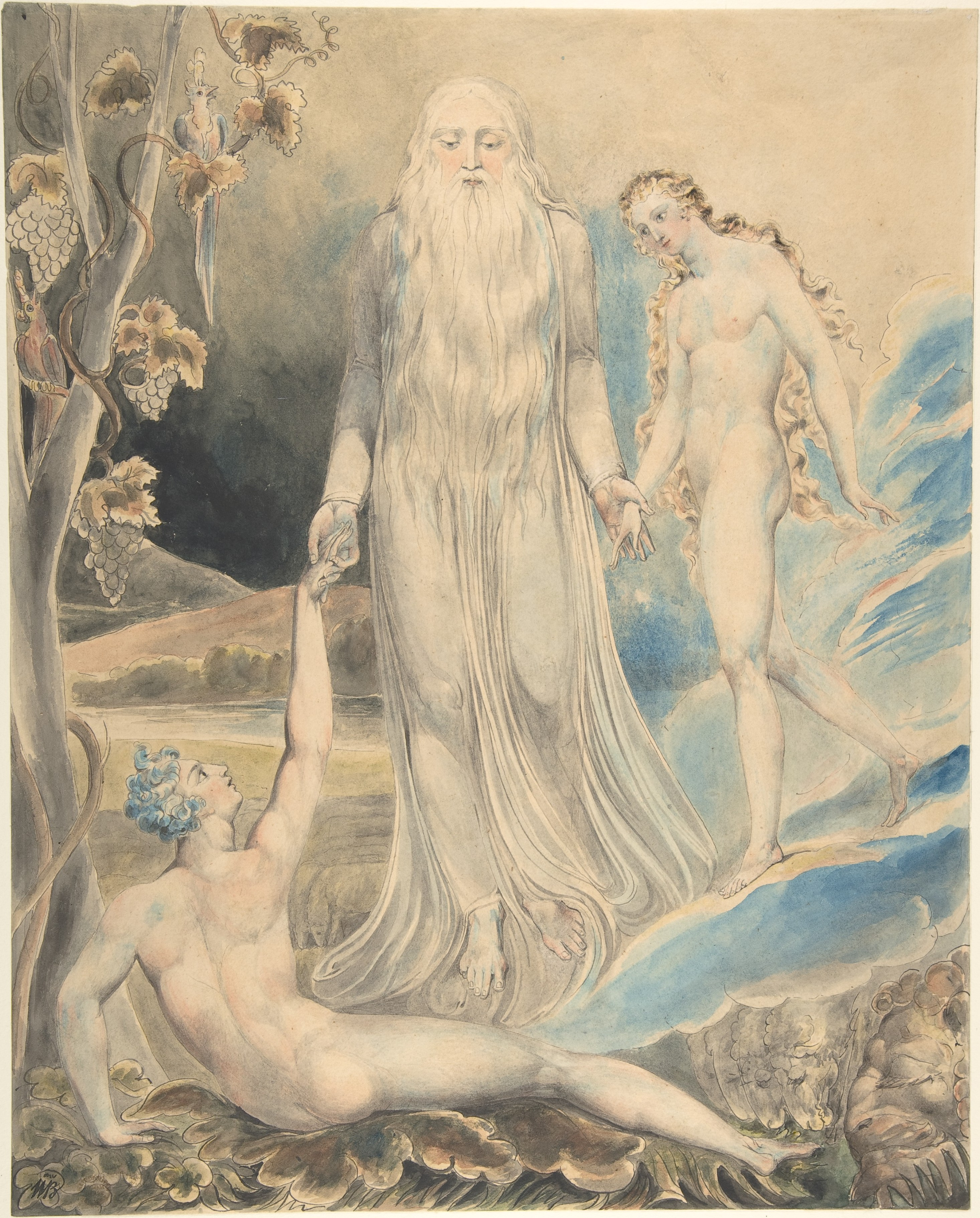
Ilustración a lápiz de William Blake de La creación de Eva en respuesta a la línea "And She Shall Be Called Woman". El objeto fue creado c. 1803-1805 y actualmente se encuentra en el Metropolitan Museum of Art

Refiere el primer libro de la Torá (conocida en el mundo occidental y especialmente en ambientes cristianos como Pentateuco) que Adán fue creado por Dios a partir del polvo de la Tierra, a su misma semejanza, para gobernar la Tierra. Adán se sentía solo aun estando entre tantos animales de la creación. Y Dios dice: 

“No es bueno que el hombre esté solo, voy a hacerle una ayuda semejante a él”.

Y Dios crea a Eva. La Biblia declara que de una costilla tomada del hombre (Adán) Dios creó a una mujer (Eva). Siempre según la narración bíblica, Adán y Eva recibieron de Dios el mandamiento de fructificar y multiplicarse, llenar la Tierra y gobernarla. Dios puso a Adán y su esposa Eva en el huerto del Edén, dándole el mandamiento de no comer del «árbol de la ciencia del bien y del mal» para no morir. Pero Moisés, presunto autor del libro del Génesis, relata que una Serpiente del Jardín del Edén convence a Eva, la cual comió del fruto prohibido, viendo que era «bueno para comer, y que era agradable a los ojos, y árbol codiciable para alcanzar la sabiduría»; y posteriormente convenciendo y dándole el fruto también a Adán. Observando Dios aquel panorama procedió posteriormente a expulsar a Adán y Eva del huerto de Edén, Así, Dios entonces dijo a Adán: «Con el sudor de tu rostro comerás el pan hasta que vuelvas a la tierra, porque de ella fuiste tomado; pues polvo eres, y al polvo volverás». La Biblia continúa narrando la vida de Adán y Eva fuera del jardín de Edén. Cuenta que tuvieron hijos, Caín, Abel y Set y otros más, y que Adán murió a la edad de 930 años.

## En el cristianismo

### Pecado original
La idea del pecado original no se encuentra en el judaísmo ni en el islam, y fue introducida en el cristianismo por el apóstol Pablo, inspirándose en corrientes del pensamiento judío helenístico que sostenían que el pecado de Adán había introducido la muerte y el pecado en el mundo. El pecado, para Pablo, era un poder al que todos los humanos estaban sujetos, pero la venida de Cristo ofrecía los medios por los que los justos serían restaurados al Paraíso del que el pecado de Adán había desterrado a la humanidad. No concebía que este pecado original de Adán se transmitiera biológicamente ni que las generaciones posteriores fueran a ser castigadas por los hechos de un antepasado remoto. Fue san Augustín quien dio este paso, localizando el propio pecado en el semen masculino: cuando Adán y Eva comieron del fruto se avergonzaron y se cubrieron los genitales, identificando el lugar desde el que se transmitió el primer pecado a todas las generaciones posteriores. Sólo Jesucristo, que no fue concebido por semen humano, estaba libre de la mancha transmitida por Adán. (La idea de Agustín se basaba en las ideas del mundo antiguo sobre biología, según las cuales el esperma masculino contenía todo el bebé nonato, y el vientre de la madre no era más que una cámara de nutrición en la que crecía.)

### La tumba de Adán: El Gólgota sustituye al Templo de Salomón
Como se mencionó arriba, el Apocalipsis de Moisés, un escrito judío que contiene material probablemente originario del siglo I de nuestra era, sitúa tanto el lugar de la creación de Adán como su entierro en el altar del Templo de Salomón, visto como el centro del mundo y la puerta de entrada al Jardín del Edén. La primitiva comunidad cristiana adaptó esta leyenda a su propia leyenda del Gólgota, sustituyendo el altar por el lugar de la crucifixión de Jesús. Según esta leyenda cristiana, vigente en la época de Orígenes (principios del siglo III d. C.), la sangre sagrada de Cristo descendió y devolvió la vida al padre de la raza humana, que luego dirigió a los santos que se aparecieron a muchos en Jerusalén ese día, tal como se describe en las Escrituras.

## En el libro de Mormón
La Iglesia de Jesucristo de los Santos de los Últimos Días (conocida como mormones) sostiene que Adán y el Arcángel Miguel son el mismo individuo.
Miguel, el arcángel, luchó contra los ángeles de aquella “serpiente antigua” o “dragón” (Satanás, El Diablo) y los expulsó a la tierra al finalizar la batalla en el cielo durante la existencia premortal.
Según varias de sus escrituras modernas, Miguel nació en esta tierra como hombre: “Adán, el padre de todos, el príncipe de todos, el anciano de días”.
Los miembros de la Iglesia de Jesucristo de los Santos de los Últimos Días también consideran a Adán como el primero de entre todos los profetas sobre la tierra, además de ser el primer hombre, padre y patriarca de la especie humana en la Tierra.

## En el Corán
CIERTAMENTE,  a Dios exaltó a Adán, a Nuh, a la Casa de Abraham y a la Casa de Imrán sobre toda la humanidad, (Aal-i-Imraan: 33)

¿No os ordené, Oh hijos de Adán, que no adoraseis a Satán –ya que, en verdad, es un enemigo declarado vuestro? (Yaseen: 60)
Y, EN VERDAD, impusimos antaño Nuestro mandamiento a Adán; pero lo olvidó, y no hallamos en él firmeza de propósito. (Taa-Haa: 115)
Pues [así fue:] cuando dijimos a los ángeles: “¡Postraos ante Adán!” –se postraron todos, excepto Iblis, que se negó [a hacerlo]; (Taa-Haa: 116)
Ciertamente, para Dios, la naturaleza de Jesús es como la naturaleza de Adán, a quien Él creó de tierra y luego le dijo: "Sé" --y es. (Aal-i-Imraan: 59)
y entonces dijimos: “¡Oh Adán! En verdad, este es un enemigo tuyo y de tu esposa: no dejéis que os expulse del jardín y te haga desgraciado.” (Taa-Haa: 117)
Dijo: “¡Oh Adán! Infórmales de los nombres de estas [cosas].” Y cuando [Adán] les hubo informado de sus nombres, [Dios] dijo: “¿No os dije: ‘Ciertamente, solo Yo conozco la realidad oculta de los cielos y de la tierra, y conozco todo lo que ponéis de manifiesto y todo lo que ocultáis’?” (Al-Baqara: 33)
Pero Satán le susurró, diciendo: “¡Oh Adán! ¿Quieres que te indique el árbol de la vida eterna, y [por medio de él] un dominio que no se extingue?” (Taa-Haa: 120)
Y [en cuanto a ti], ¡Oh Adán!, vivid tú y tu mujer en este jardín, y comed de lo que queráis; pero no os acerquéis a este árbol pues seríais malhechores!” (Al-A'raaf: 19)
Y, HE AHÍ, que dijimos a los ángeles: “Postraos ante Adán” –y se postraron todos excepto Iblís. Dijo: “¿Es que voy a postrarme ante quien has creado de barro?” (Al-Israa: 61)
Y enseñó a Adán los nombres de todas las cosas; luego se las mostró a los ángeles y les dijo: “Decidme los nombres de estas [cosas], si es verdad lo que decís.” (Al-Baqara: 31)
Y dijimos: “¡Oh Adán! Habita con tu esposa en este jardín, y comed con libertad de lo que en él hay; pero no os acerquéis a este árbol, porque seríais transgresores.” (Al-Baqara: 35)
¡OH HIJOS de Adán! ¡Embelleced vuestro aspecto para cualquier acto de adoración, y comed y bebed [con libertad], pero no derrochéis: en verdad, Él no ama a los derrochadores! (Al-A'raaf: 31)
Luego Adán recibió palabras [de guía] de su Sustentador, que aceptó su arrepentimiento: pues, en verdad, solo Él es el Aceptador de Arrepentimiento, el Dispensador de Gracia. (Al-Baqara: 37)
Y cuando dijimos a los ángeles: “¡Postraos ante Adán!” –se postraron todos, excepto Iblis, que se negó y se mostró arrogante: y así se convirtió en uno de los que niegan la verdad. (Al-Baqara: 34)
Y, ciertamente, os hemos creado y luego os dimos forma; y luego dijimos a los ángeles: “¡Postraos ante Adán!” –y se postraron [todos] excepto Iblis, que no fue de los que se postraron. (Al-A'raaf: 11)
Y comieron ambos de él: y entonces se hicieron conscientes de su desnudez y comenzaron a cubrirse con hojas del jardín. Y [así] desobedeció Adán a su Sustentador, y así cayó en el extravío. (Taa-Haa: 121)
¡OH HIJOS de Adán! Cuando vengan a vosotros enviados salidos de vosotros que os transmitan Mis mensajes, quienes sean conscientes de Mí y obren con rectitud –nada tienen que temer y no se lamentarán. (Al-A'raaf: 35)
PUES, EN VERDAD, hemos honrado a los hijos de Adán, y los hemos llevado por tierra y por mar, y les hemos dado sustento de las cosas buenas de la vida, y les hemos favorecido por encima de gran parte de Nuestra creación. (Al-Israa: 70)
¡OH HIJOS de Adán! Ciertamente, hemos hecho descender para vosotros [el conocimiento de la confección de] vestidos para cubrir vuestra desnudez, y como adorno: pero el vestido de la consciencia de Dios es el mejor de todos. En esto hay un mensaje de Dios, para que el hombre pueda tenerlo presente. (Al-A'raaf: 26)
Y RELÁTALES, como exposición de la verdad, la historia de los dos hijos de Adán �- como ambos ofrecieron un sacrificio, y fue aceptado el de uno de ellos pero no el del otro. [Y Caín] dijo: “¡Ten por seguro que te mataré!” [Abel] respondió: “Ciertamente, Dios solo acepta de aquellos que son conscientes de Él.” (Al-Maaida: 27)
Y SIEMPRE que tu Sustentador saca de las entrañas de los hijos de Adán a su descendencia, les hace dar testimonio de sí mismos: “¿No soy acaso vuestro Sustentador?” —a lo cual responden: “¡Así es, en verdad! ¡Damos testimonio de ello!” [Os recordamos esto,] no fuerais a decir en el Día de la Resurrección: “En verdad, nada sabíamos de esto”. (Al-A'raaf: 172)
Y [recuerda que] cuando dijimos a los ángeles: “Postraos ante Adán,” se postraron todos, excepto Iblís: él [también] era uno de esos seres invisibles, pero se rebeló contra la orden de su Sustentador. ¿Vais, pues, a tomarle a él y a sus secuaces por señores [vuestros] en vez de a Mí, cuando son enemigos vuestros? ¡Mal canje hacen los malhechores! (Al-Kahf: 50)
ESTOS FUERON algunos de los profetas a los que Dios concedió Sus bendiciones —[profetas] descendientes de Adán y de los que transportamos con Noé [en el arca], y descendientes de Abraham y de Israel: y [todos eran] de aquellos a los que habíamos guiado y escogido; [y] cuando les eran transmitidos los mensajes del Más Misericordioso, caían [ante Él] postrados llorando. (Maryam: 58)
¡Oh hijos de Adán! ¡No permitáis que Satán os seduzca de la misma forma en que hizo que vuestros antepasados fueran expulsados del jardín: les despojó de su vestimenta [de consciencia de Dios] para hacerles ver su desnudez. En verdad, él y su tribu os acechan desde donde no podéis percibirles! En verdad, hemos puesto [toda clase de] fuerzas satánicas cerca de aquellos que [realmente] no creen. (Al-A'raaf: 27)
El mes de Ramadán, en el que se hizo descender [por vez primera] el Qur’an como guía para la humanidad y una prueba evidente de esa guía, y el criterio por el que discernir lo verdadero de lo falso. Así pues, quien de vosotros presencie la llegada de este mes, deberá ayunarlo todo; pero el que esté enfermo o de viaje, [ayunará igual] número de otros días. Dios quiere para vosotros la facilidad y no quiere la dificultad; pero [quiere] que completéis el número [requerido de días] y que ensalcéis a Dios por haberos guiado rectamente, y que [Le] deis gracias. (Al-Baqara: 185)
¡Oh gentes! Sed conscientes de vuestro Sustentador, que os ha creado de un solo ente vivo, del cual creó a su pareja y de esos dos hizo surgir a multitud de hombres y de mujeres.[1] Y manteneos conscientes de Dios, en cuyo nombre os reclamáis mutuamente [vuestros derechos], y de estos lazos de parentesco. ¡En verdad, Dios os observa continuamente! (4:1)

Y siempre que tu Sustentador saca de las entrañas de los hijos de Adán a su descendencia, les hace dar testimonio de sí mismos: "¿No soy acaso vuestro Sustentador?" —a lo cual responden: "¡Así es, en verdad! ¡Damos testimonio de ello!" (7:172)

## Adán genético
En genética humana, el Adán cromosomal-Y se define como el individuo más antiguo que poseía un cromosoma Y del cual descendieron todos los cromosomas Y de la población humana actual. 
Un estudio evolutivo de la Universidad de Stanford sobre noventa y tres polimorfismos genéticos humanos hallados en este cromosoma, en mil individuos de veintiuna regiones del mundo, calculó que un antepasado masculino común a todos los hombres actuales vivió en África hace unos cincuenta mil años. Es bastante posterior a la antepasada común llamada Eva mitocondrial, por razones conocidas, ya que la mitocondria es heredada solo de la madre y el cromosoma Y es heredado solo del padre.

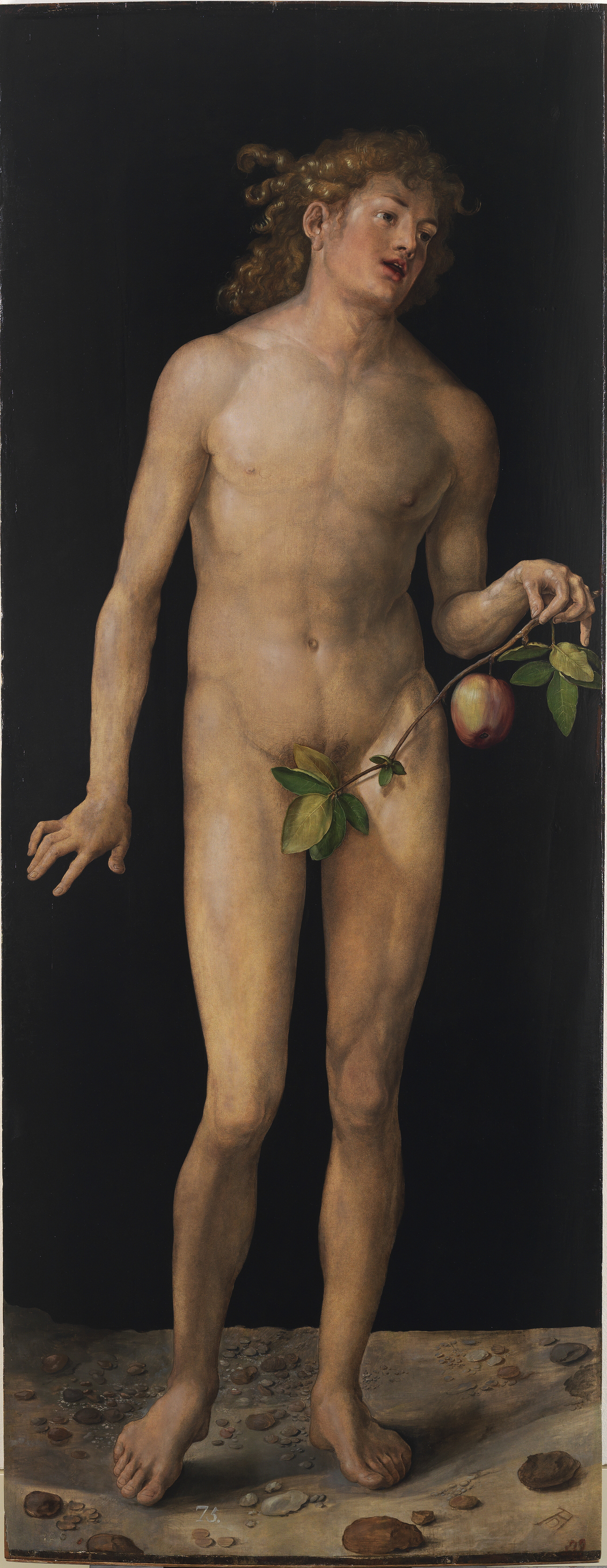
Representación de Adán por Alberto Durero, año 1507, Museo del Prado.

## Iconografía
La imagen de Adán y Eva ha sido profusamente utilizada, siendo uno de los pocos temas bíblicos que dan la oportunidad del desnudo al artista. Adán es imberbe en la época paleocristiana, es en la Edad Media cuando se le representa, tanto con barba, como sin ella.

### Atributos de Adán
A menudo se le representa con un pedestal o una montaña (hombre de la montaña), como el microcosmos que reina en los siete planetas (homo caelestis) o rodeado de animales (por ser su señor).

### La creación de Adán
Tema recurrente, en los sarcófagos paleocristianos aparece Dios poniendo la mano sobre él en el acto de la creación, insuflándole la vida. Más tarde, saliendo de sus manos. El culmen, sin duda, Dios insuflándole el alma con un dedo (Capilla Sixtina).

## Adán sumerio
En la Epopeya de Gilgamesh se presenta al personaje de Enkidu, que fue creado por medio de barro por la diosa Aruru para combatir al poderoso rey Gilgamesh. Al principio es un ser incivilizado y parte de las bestias, hasta que la prostituta Shamhat lo seduce y civiliza, convirtiéndose en humano. Luego, se encuentra con Gigamesh y, tras una pelea inicial, se vuelven amigos y viven aventuras juntos. Los choques entre la diosa Ishtar y Gilgamesh provocan finalmente la muerte de Enkidú. Enkidú es finalmente enterrado en el Éufrates con gran pesar por su amigo Gilgamesh. 
Muchos han visto aquí paralelos con Adán. Por ejemplo, que fue creado por una deidad y vivía originalmente en la naturaleza. Por ello han argumentado que Adán sería una versión de Enkidú.
Sin embargo, otros niegan esas similitudes argumentando que, más allá de algunos temas compartidos en el relato de su creación, la historia de ambos es demasiado diferente en demasiados aspectos como para realmente poder decir que Adán es un préstamo de Enkidú.

## Onomástica
La fiesta litúrgica de San Adán y Santa Eva se conmemora el 24 de diciembre.